# ʿAmr ibn al-Layth
ʿAmr ibn al-Layth o, alla persiana, ʿAmr-i Layth Saffārī (in persiano عمرو لیث صفاری‎; ... – Baghdad, aprile 902) è stato il secondo emiro della dinastia saffaride di Persia tra l'879 e il 901.
Fratello del fondatore della dinastia, Ya'qub ibn al-Layth al-Saffar, si dice che fosse stato in gioventù mulattiere e muratore (ma anche il padre era stato un brigante da strada).
Diventato con il fratello maggiore un volontario che, dietro cospicui versamenti da parte dei grandi proprietari terrieri, aveva come fine l'eliminazione dei kharigiti che infestavano il Sistan, combatté con Yaʿqūb, tanto da diventare nell'875 addirittura Governatore di Herat (facente all'epoca parte del Grande Khorasan), per specifica investitura del Califfo abbaside, che lo nominò anche Ṣāḥib al-shūrta (capo della polizia) tanto a Baghdad quanto a Samarra.
Quando Yaʿqūb morì in Fars nell'879, ʿAmr agì per salire sul suo trono, a danno del fratello ʿAlī, che sarebbe stata la persona preferita sia di Yaʿqūb sia dell'esercito (che questi aveva creato dal nulla).

Durante il suo regno, ʿAmr dovette fronteggiare numerose insurrezioni, come quella di Rāfiʿ b. Harthama che nell'882 aveva preso il controllo del Grande Khorasan e che costituì la principale minaccia per il sovrano saffaride fin quando fu infine ucciso nell'896.
Con la scomparsa di Rāfiʿ, ʿAmr conobbe lo zenit del suo potere e divenne tanto ambizioso da decidere la conquista della Transoxiana, che allora era un dominio dei Samanidi, che riconoscevano la formale sovranità abbaside.
 
Tuttavia, nell'aprile del 900, il Samanide Ismāʿīl I lo sconfisse nella battaglia di Balkh e inviò ʿAmr prigioniero dal Califfo abbaside a Baghdad.
Nell'aprile del 902, dopo due anni di prigionia, ʿAmr fu giustiziato per ordine del vizir del Califfo, al-Qāsim b. ʿUbayd Allāh.